# Генерал-фельдмаршал (Россия)
Генерал-фельдмаршал
 Русской армии
Генера́л-фельдма́ршал — высший военный чин в армии России с рубежа XVII—XVIII веков до 1917 года.
По Табели о рангах — военный чин I класса, равный генерал-адмиралу на флоте, канцлеру и действительному тайному советнику I класса в гражданской службе. По Уставу Воинскому 1716 года, «генерал-фельдмаршал (или аншеф) есть командующий главный генерал в войске».
Знаками различия были фельдмаршальский жезл, мундир, шарф, личное оружие и так далее, а с XIX века скрещённые жезлы стали изображаться также на погонах и эполетах у генерал-фельдмаршалов.

## История
Чин введён Петром I; первым его получил ближайший сподвижник царя Ф. А. Головин 19 апреля 1700 года.
Уже во времена Петра I в русской армии было два генерал-фельдмаршала (Ф. А. Головин и де Круа, затем Ф. А. Головин и Б. П. Шереметев, затем Б. П. Шереметев и А. Д. Меншиков, в 1724 году к попавшему в опалу А. Д. Меншикову был назначен второй генерал-фельдмаршал А. И. Репнин).
При Петре I существовал также чин генерал-фельдмаршал-лейтенант (то есть заместитель генерал-фельдмаршала, выше генерал-аншефа), оно было присвоено только двум принятым на русскую службу иностранцам: Георгу Бенедикту Огильви (1702, с 1706 на саксонской службе) и Генриху Гольцу (1707, в 1711 уволен со службы), впоследствии не присваивалось.
В правление Екатерины I генерал-фельдмаршалов стало четверо (А. Д. Меншиков, А. И. Репнин, М. М. Голицын и Я. К. Сапега; место вскоре умершего Репнина сразу же занял Я. В. Брюс), при Петре II — три (к М. М. Голицыну добавились В. В. Долгоруков и И. Ю. Трубецкой).
Анна Иоанновна вернулась к практике двух генерал-фельдмаршалов в российской армии: первым с 1732 года был Х. А. Миних, вторым в 1736 году стал П. П. Ласси.
При Елизавете Петровне генерал-фельдмаршалов стало снова трое (не считая престарелого князя И. Ю. Трубецкого): возвращенный на службу князь В. В. Долгоруков (президент Военной коллегии), генерал-фельдцейхмейстер принц Гессен-Гомбургский и лифляндский генерал-губернатор П. П. Ласси. К началу Семилетней войны (1756) в российской армии не было генерал-фельдмаршалов, сразу же после открытия кампании 5 сентября 1756 года Елизавета Петровна произвела в генерал-фельдмаршалы сразу четырёх человек.
Наряду с военачальниками, в XVIII веке чин генерал-фельдмаршала получали также гражданские лица: Н. Ю. Трубецкой, А. И. Шувалов, А. П. Бестужев-Рюмин (ранее канцлер, то есть с сохранением класса), К. Г. Разумовский (в компенсацию за упразднённую должность гетмана).
Нередко чин присваивался в виде почётной награды иностранным военачальникам, не служившим в русской армии. Среди них такие известные военачальники, как герцог Веллингтон, австрийский фельдмаршал Иоганн Йозеф Радецкий и прусский генерал-фельдмаршал Хельмут фон Мольтке Старший, а также несколько монархов и членов их семей (в 1872 Александр II пожаловал фельдмаршальские жезлы четверым Гогенцоллернам).
Из всех российских императоров лишь при Иоанне Антоновиче и при Александре III (Миротворце) фельдмаршальских чинов не присваивалось. По некоторым данным, Александр II сам неофициально носил фельдмаршальские знаки различия (без формального распоряжения о присвоении самому себе такого чина).
В XX веке это звание уже не присваивалось русским военачальникам, его получали только зарубежные монархи как почётный титул. К моменту отмены Табели о рангах в 1917 году в живых был только один русский генерал-фельдмаршал — Никола I Петрович (Николай I, король Черногории). Последний генерал-фельдмаршал русской службы Дмитрий Алексеевич Милютин умер в 1912 году.
Количество генерал-фельдмаршалов в России остаётся предметом дискуссий. Большинство публикаций утверждают, что их было 64, это же число приводит и статья «Генерал-фельдмаршал» в «Большой Российской энциклопедии». Однако ряд авторов приводят данные об их большем количестве, указывая в числе пропущенных И. Л. Голенищева-Кутузова и  Александра II.

## Список российских генерал-фельдмаршалов
1. 19 августа 1700 — граф Фёдор Алексеевич Головин (1650—1706)
2. 1700 (?) — герцог Карл Евгений Круа (1651—1702), саксонский фельдмаршал[7][8][9][10][11]
3. 30 декабря 1701 — граф Борис Петрович Шереметев (1652—1719)
4. 7 июля 1709 — светлейший князь Александр Данилович Меншиков (1673—1729), генералиссимус (1727)
5. 7 мая 1724 — князь Аникита Иванович Репнин (1668—1726)
6. 21 мая 1725 — князь Михаил Михайлович Голицын (1675—1730)
7. 10 марта 1726 — граф Ян Казимир Сапега (ум. 1730), великий гетман литовский (1708—09)
8. 6 июля 1726 — граф Яков Вилимович Брюс (1670—1735)
9. 25 февраля 1728 — князь Василий Владимирович Долгоруков (1667—1746)
10. 25 февраля 1728 — князь Иван Юрьевич Трубецкой (1667—1750)
11. 25 февраля 1732 — граф Бурхард Кристоф Миних (1683—1767)
12. 17 февраля 1736 — граф Пётр Петрович Ласси (1678—1751)
13. 25 апреля 1742 — Людвиг Вильгельм, принц Гессен-Гомбургский (1705—1745)
14. 5 сентября 1756 — князь Никита Юрьевич Трубецкой (1700—1767)
15. 5 сентября 1756 — граф Александр Борисович Бутурлин (1694—1767)
16. 5 сентября 1756 — граф Алексей Григорьевич Разумовский (1709—1771)
17. 5 сентября 1756 — Степан Фёдорович Апраксин (1702—1758)
18. 18 августа 1759 — граф Пётр Семёнович Салтыков (1698—1772)
19. 28 декабря 1761 — граф Александр Иванович Шувалов (1710—1771)
20. 28 декабря 1761 — граф Пётр Иванович Шувалов (1711—1762)
21. 9 января 1762 — Пётр Август Фридрих, принц Гольштейн-Бекский (1697—1775)
22. 9 февраля 1762 — Георг, принц Шлезвиг-Гольштейнский (1719—1763)
23. 3 июля 1762 — граф Алексей Петрович Бестужев-Рюмин (1693—1766), в 1744—1758 — государственный канцлер
24. 1764 — граф Кирилл Григорьевич Разумовский (1728—1803), в фельдмаршальском ранге (как гетман Войска Запорожского) с 24 апреля 1750 года (в возрасте 22 лет)
25. 22 сентября 1769 — князь Aлександр Mихайлович Голицын (1718—1783)
26. 2 августа 1770 — граф Пётр Александрович Румянцев (1725—1796)
27. 22 сентября 1773 — граф Захар Григорьевич Чернышев (1722—1784)
28. 2 февраля 1784 — светлейший князь Григорий Александрович Потёмкин (1736—1791)
29. 19 ноября 1794 — князь Александр Васильевич Суворов (1729—1800), генералиссимус (1799)
30. 8 ноября 1796 — светлейший князь Николай Иванович Салтыков (1736—1816)
31. 8 ноября 1796 — князь Николай Васильевич Репнин (1734—1801)
32. 12 ноября 1796 — граф Иван Григорьевич Чернышёв (1726—1797), генерал-фельдмаршал по флоту
33. 15 декабря 1796 — граф Иван Петрович Салтыков (1730—1805)
34. 5 апреля 1797 — граф Иван Карпович Эльмпт (1725—1802)
35. 5 апреля 1797 — граф Валентин Платонович Мусин-Пушкин (1735—1804)
36. 5 апреля 1797 — граф Михаил Федотович Каменский (1738—1809)
37. 26 октября 1797 — герцог Виктор Франциск де-Брольи (1718—1804), маршал Франции, формально принят на русскую службу
38. 17 декабря 1798 — Иван Логгинович Голенищев-Кутузов (1729—1802), генерал-фельдмаршал по флоту[12]
39. 30 августа 1807 — князь Александр Александрович Прозоровский (1732—1809)
40. 30 августа 1807 — граф Иван Васильевич Гудович (1741—1820)
41. 30 августа 1812 — светлейший князь Михаил Илларионович Кутузов (1745—1813)
42. 18 марта 1814 — князь Михаил Богданович Барклай-де-Толли (1761—1818)
43. 22 августа 1826 — светлейший князь Пётр Христианович Витгенштейн (1768—1843)
44. 22 августа 1826 — князь Фабиан Вильгельмович Остен-Сакен (1752—1837)
45. 22 сентября 1829 — граф Иван Иванович Дибич (1785—1831)
46. 22 сентября 1829 — граф Иван Фёдорович Паскевич-Эриванский (1782—1856)
47. 6 декабря 1850 — светлейший князь Пётр Михайлович Волконский (1776—1852)
48. 26 августа 1856 — светлейший князь Михаил Семёнович Воронцов (1782—1856)
49. 6 декабря 1859 — князь Александр Иванович Барятинский (1815—1879)
50. 28 октября 1866 — граф Фёдор Фёдорович Берг (1794—1874)
51. 16 апреля 1878 — великий князь Михаил Николаевич (1832—1909)
52. 16 апреля 1878 — великий князь Николай Николаевич Старший (1831—1891)
53. 30 апреля 1878 — император Александр II Николаевич (1818—1881)[4][13]
54. 6 декабря 1894 — Иосиф Владимирович Гурко (1828—1901)
55. 16 августа 1898 — граф Дмитрий Алексеевич Милютин (1816—1912)

Как почётное звание этот чин носили не служившие в русской армии иностранные военачальники:
1. 1762 — Карл Людвиг, герцог Гольштейн-Бекский (1690—1774)
2. 3 марта 1774 — Людвиг IX, ландграф Гессен-Дармштадтский (1719—1790)
3. 2 ноября 1818 — британский фельдмаршал герцог Веллингтон (1769—1852)
4. 1837 — Иоганн, эрцгерцог Австрийский (1782—1859)
5. 28 декабря 1840 — Фридрих Нидерландский
6. 1849 — граф Йозеф Радецкий (1766—1858)
7. 1872 — Альбрехт, эрцгерцог Австрийский, герцог Тешен (1817—1895)
8. 1872 — Фридрих Вильгельм, кронпринц Прусский, впоследствии Фридрих III, император Германии (1831—1888)
9. 1872 — Альбрехт Фридрих, принц Прусский (1809—1872)
10. 1872 — Фридрих Карл Николай Прусский (1828—1885)
11. 1872 — Фридрих Карл Александр Прусский (1801—1883)
12. 1872 — Альберт (Альбрехт), кронпринц Саксонии, впоследствии король Саксонии Альберт I (1828—1902)
13. 1872 — граф Гельмут Карл Бернгард Мольтке (1800—1891)
14. 15 августа 1910 — Николай I, король Черногории (1841—1921)
15. 17 сентября 1912 — Кароль I, король Румынии (1839—1914).

## Курьёзы
Емельян Пугачёв, провозгласив себя «императором Петром III», пожаловал титул «фельдмаршала» трём своим сподвижникам: Иван Никифорович Зарубин (Чика) (1736—1775), Андрей Афанасьевич Овчинников (1739—1774), Иван Наумович Белобородов (1741—1774).